# Гнатюк, Владимир Михайлович
Владимир Михайлович Гнатюк (укр. Володимир Михайлович Гнатюк; 9 мая 1871, Велеснев, ныне в Тернопольской области—6 октября 1926, Львов) — украинский этнограф и фольклорист, лингвист, литературовед, искусствовед, переводчик, общественный деятель. Член-корреспондент Петербургской Академии наук (1902), академик Всеукраинской академии наук (ВУАН) (1924), член Чешской академии наук, словесности и искусств (1905) и Венской Академии наук.

## Биография
Владимир Гнатюк родился 9 мая 1871 года в Велесневе.
Обучался в гимназиях Бучача и Станиславова (ныне Ивано-Франковск).
В 1894 поступил на философский факультет Львовского университета, где прослушал курс лекций профессоров М. С. Грушевского и А. М. Колессы.
После окончания учебы в университете в 1899 — ученый секретарь Научного общества им. Т. Шевченко (НТШ) во Львове. На этом посту В. М. Гнатюк работал до конца жизни.
В 1902 году Владимир Михайлович Гнатюк был избран членом-корреспондентом Российской академии наук.
В 1916 году был избран председателем Этнографической комиссии НТШ. В 1924 — членом Всеукраинской академии наук.
Был редактором изданий НТШ (около 60 томов Этнографического сборника и материалов украинской этнологии), литературно-научного Вестника. Собранные Гнатюком с весьма обширным указателем литературы анекдоты о евреях, представляют тем более ценный материал для еврейской этнографии и истории культуры. До него эта область почти не была разработана и писалась им на основании редких источников. Анекдоты эти помещены в вышеупомянутый «Етнографичный збирник», VI, 456—529, Львов, 1889. Там же он поместил ряд очень интересных исторических анекдотов из отношений польской знати к евреям («Етнографичный збирник», VI, 623).
Являлся директором Украинского издательского союза.
Владимир Михайлович Гнатюк умер 6 октября 1926 года в городе Львове и был похоронен на Лычаковском кладбище.

## Память
В родном селе В. Гнатюка создан мемориальный музей.
31 августа 2005 было принято постановление Кабинета Министров Украины «Об учреждении премии имени В. М. Гнатюка за сохранение и защиту нематериального культурного наследия».

## Избранные труды
- «Етнографічні матеріали з Угорської Руси» (т. 1, 2, 3, 4, 5, 6; 1897—1911),
- «Галицько-руські народні легенди» (т. 1, 2; 1902—1903),
- «Коломийки» (т. 1, 2, 3; 1905—1907),
- «Гаївки» (1909),
- «Народні оповідання про опришків» (1910),
- «Колядки і щедрівки» (1914),
- «Українські народні байки» (2 т.; 1916),
- «Національне відродження австро-угорських українців» (1916),
- «Народні новели» (1917),
- «Народні байки» (1918),
- «Як повставав світ: Народні легенди з історії природи й людського побуту» (1926).

## Галерея

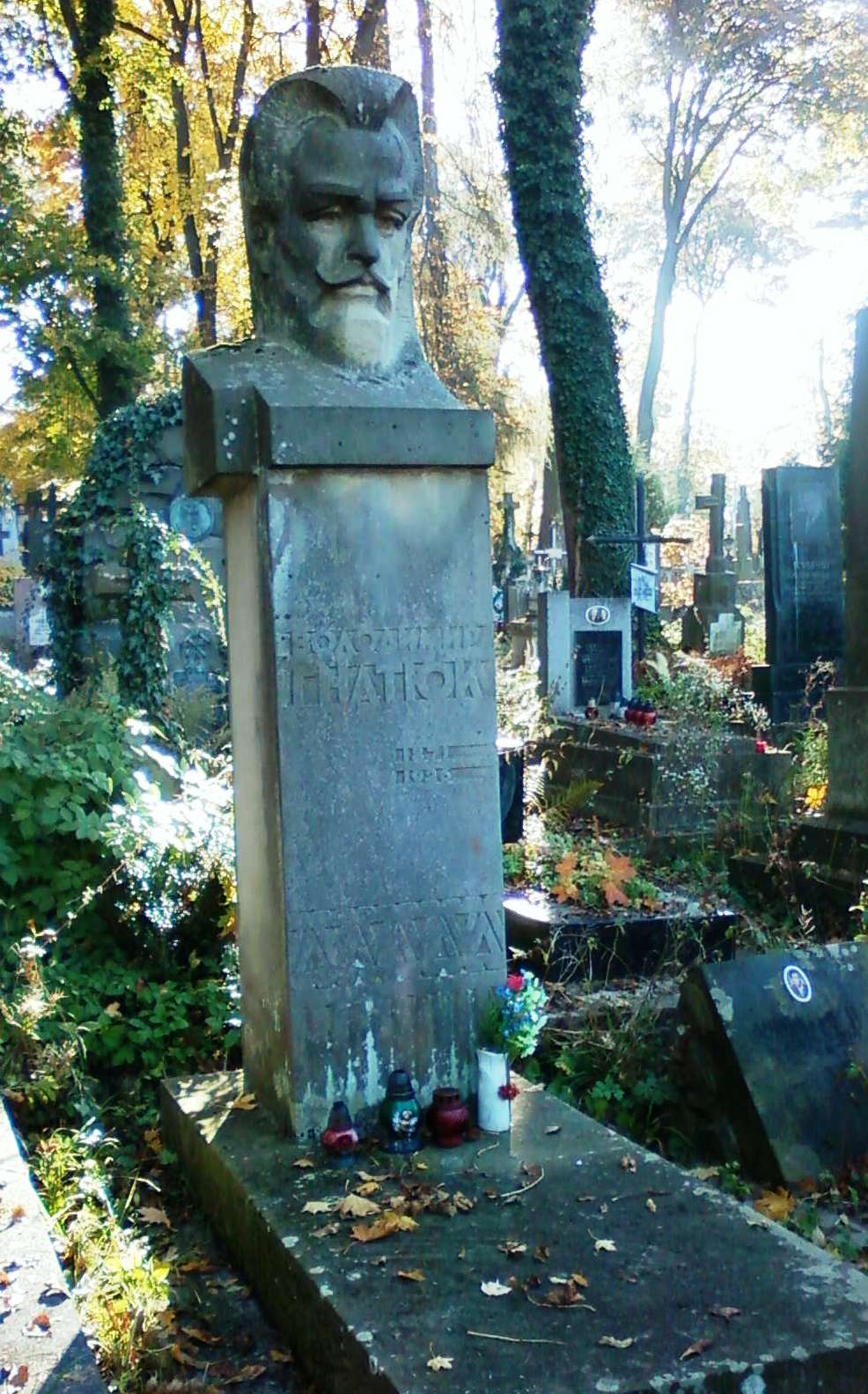
Памятник на могиле Владимира Гнатюка на Лычаковском кладбище во Львове
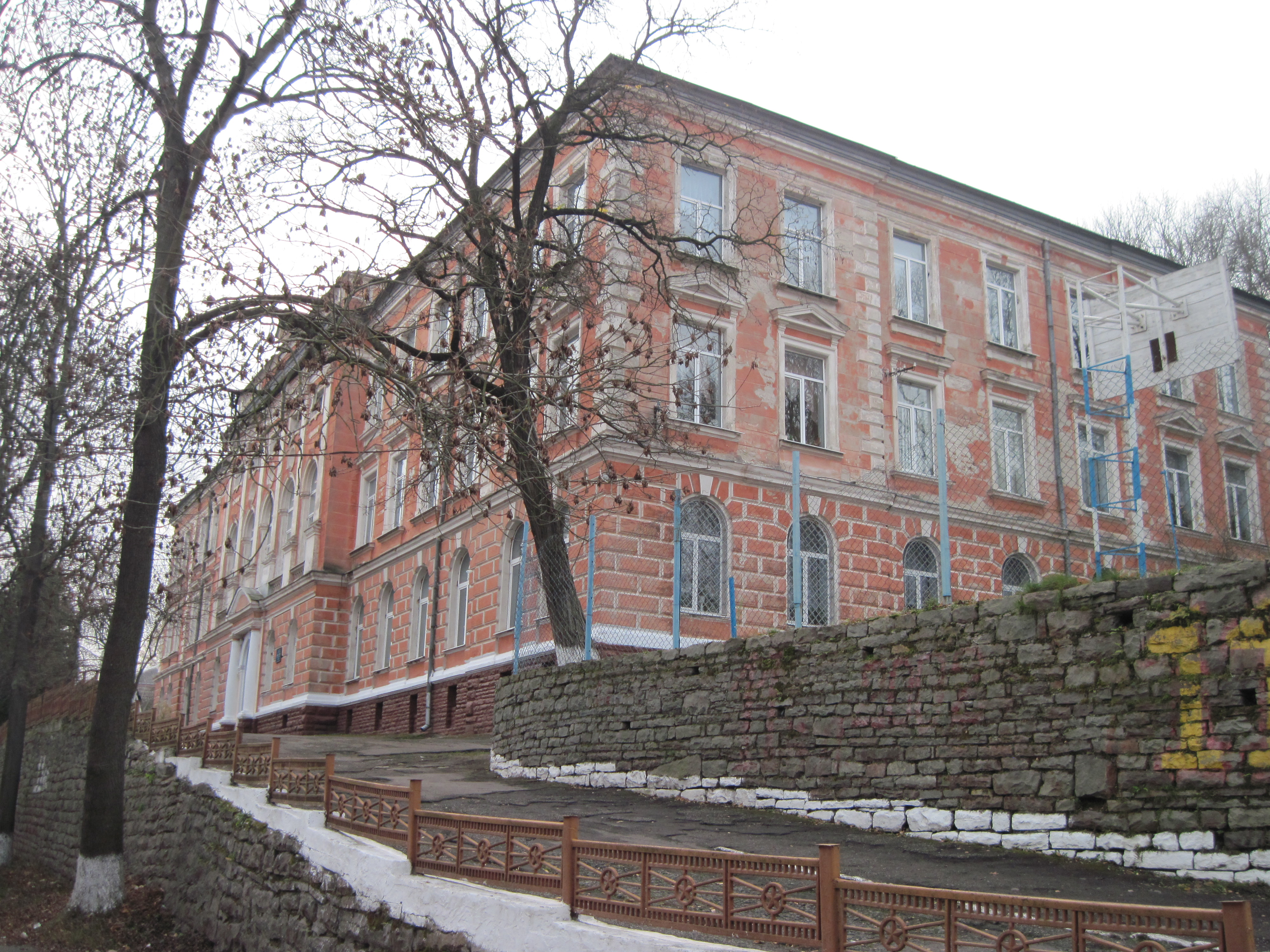
Гимназия им. Владимира Гнатюка в Бучаче